# Friedrich Goldmann
Friedrich Goldmann, né le 27 avril 1941 à Chemnitz et décédé le 24 juillet 2009 à Berlin, était un compositeur et chef d'orchestre allemand.

## Biographie
Membre du Dresdner Kreuzchor de 1951 à 1959, il fait ses premiers pas dans la composition dès les années 1950. Grâce à une bourse de la Ville de Darmstadt, il participe lors des  Darmstädter Ferienkurse für Neue Musik en 1959 à un séminaire de composition extraordinaire de Karlheinz Stockhausen. Malgré la construction du mur de Berlin, ce dernier poursuit une correspondance écrite ample engagée avec Friedrich Goldmann.
Après des études de composition auprès de Johannes Paul Thilmann à la  Hochschule für Musik Carl Maria von Weber de Dresde (1959-1962), il est élève de Rudolf Wagner-Régeny à l'Académie des arts de Berlin de 1962 à 1964. Il travaille parallèlement au Berliner Ensemble où il fait la rencontre de Heiner Müller, Ruth Berghaus et Luigi Nono. Il doit à Paul Dessau un soutien et un encouragement sans relâche.
Après ses études de musicologie à l'université Humboldt de Berlin (1964-1968), il travaille en tant que compositeur et chef d'orchestre. Représentant principal de toute une génération de jeunes compositeurs de la RDA à partir de la fin des années 1960, parmi lesquels figurent aussi Reiner Bredemeyer, Paul-Heinz Dittrich, Georg Katzer et Friedrich Schenker, il réussit à s'établir auprès d'institutions musicales comme la  Berliner Staatsoper, l'Opéra-Comique de Berlin ou le Gewandhaus de Leipzig, qui commencent à s'ouvrir à la musique contemporaine. Ses œuvres sont présentées en RFA et en Europe de l'Ouest à partir du milieu des années 1970. On lui donne la possibilité de voyager à partir de la fin des années de 1970, ce qui permet au compositeur et chef d'orchestre de se construire progressivement une réputation internationale.
Parmi ses commandes les plus importantes figurent alors des œuvres pour les Wittener Tage für neue Kammermusik, la  Berliner Philharmonie, les Berliner Festwochen, l'Ensemble Modern, le Quatuor Arditti, les orchestres des radios fédérales ainsi que le Konzerthaus de Berlin après 1990. S'ajoutent des œuvres qui sortent du cadre des concerts de musique contemporaine comme pour l'Expo 2000 à Hanovre ou la cérémonie officielle à l'occasion des 20 ans de la chute du mur de Berlin à la Porte de Brandebourg en 2009. Ses partitions sont éditées par Édition Peters. Ses œuvres ont été créées par des chefs comme Pierre Boulez, Daniel Barenboim, Michael Gielen, Ernest Bour et Ingo Metzmacher parmi d'autres.
La seule œuvre pour opéra de Friedrich Goldmann, R. Hot bzw. Die Hitze, sur un livret de Thomas Körner, voit le jour entre 1971 et 1974. Elle est créée en 1977 à la Staatsoper de Berlin dans la mise en scène de Peter Konwitschny. Elle est reprise à Dresde (Semperoper en 1984 et 2015/2016), Hambourg, Stuttgart, Brunswick et Berlin (Konzerthaus en 2010 et Staatsoper en 2012).
Le chef d'orchestre Friedrich Goldmann se dédie principalement à la direction d'œuvres de ses contemporains. Néanmoins, ses programmes se caractérisent par la rencontre d'œuvres contemporaines et classiques, ainsi que modernes. Il dirige régulièrement l'Ensemble Modern, la Staatskapelle de Berlin, le  Konzerthausorchester de Berlin, l'orchestre du Gewandhaus de Leipzig et, en tant que chef invité, les Berliner Philharmoniker ainsi que les orchestres des radios allemandes et autrichiennes. Depuis les années 70, il est invité à diriger en Europe de l'Est et de l'Ouest, en Russie, aux États-Unis, au Japon et en Corée du Sud. Depuis leur création, une collaboration étroite le lie à l'Ensemble Modern et la Gruppe Neue Musik Hanns Eisler. Il est présent avec eux à  Donaueschingen et à l'Automne de Varsovie. Dès 1988 il est chef principal du Boris-Blacher-Ensemble de la  Hochschule de Künste de Berlin. Maintes de ses œuvres ont été enregistrées pour la radio et le disque. Parmi les labels, on compte Nova, WERGO et la Deutsche Grammophon, autant avec des enregistrements de ses œuvres que celles d'autres compositeurs (par exemple Gruppen de Stockhausen en 1994). Il dirige  Moses und Aaron de Arnold Schönberg dans la mise en scène de Ruth Berghaus à la Staatsoper de Berlin en 1988 et les créations française et allemande de l'œuvre-référence de Luigi Nono, Prometeo (Paris et Francfort, 1985). Il cesse son activité de chef d'orchestre pour des raisons de santé au milieu des années 1990.
Depuis 1978, Friedrich Goldmann était membre des Berliner Akademien der Künste (Est) et Ouest (depuis 1990). Il y enseigne à partir de 1980 dans des masterclasses jusqu'à l'union des deux académies en 1993. Il dirige également des masterclasses de composition à Séoul, Tokyo et Kyoto. Il était membre de la Sächsische Akademie der Künste depuis 1996. Friedrich Goldmann était Président de la Gesellschaft für Neue Musik de 1990 à 1997.
En 1991, il est nommé professeur de composition à l'université des arts de Berlin. Il y dirige l'Institut für Neue Musik. Parmi ses élèves figurent Enno Poppe, Helmut Oehring, Arnulf Herrmann, Sergej Newski, Steffen Schleiermacher, Jakob Ullmann, Charlotte Seither, Nicolaus Richter de Vroe, H. Johannes Wallmann, Paul Frick et d'autres. Il est nommé professeur émérite en 2006. Sa tombe est située au Doretheenstädtischer Friedhof de Berlin, ses manuscrits sont conservés dans les archives de l'Akademie der Künste Berlin.
Son fils est le musicien Stefan Goldmann (né en 1978).

## Œuvre
Parmi les plus de 200 œuvres de Friedrich Goldmann figurent, en plus des compositions de musique de chambre, plusieurs symphonies, concertos, musiques de film ainsi que l'opéra R. Hot bzw. Die Hitze. La grande majorité de son œuvre officielle a été créée de son vivant ou peu après son décès en 2009. Les œuvres pour orchestre De profundis (1975) et Konzertstück (2004-2006) ainsi que la courte pièce pour ensemble Postscriptum (1983) ont vu leur création posthume. Ainsi en 2014, toute l'œuvre officielle de musique de chambre et pour orchestre composée jusqu'en 2009 avait été donnée au concert.
Aperçu des genres des œuvres :
- Œuvres pour orchestre
- Concertos pour instruments solo avec orchestre (piano, hautbois, violon, trombone, entre autres)
- Œuvres scéniques
- Musique de chambre
- Œuvres vocales
- Musique de film (Till Eulenspiegel (1975), Paul Dessau (1974), Das Luftschiff (1983), Floh im Ohr (1986))

Son œuvre se décline en trois périodes majeures de composition. L'œuvre officielle débute environ vers 1963 et s'étend jusqu'au début des années 1970 avant tout dans une multitude d'œuvres scéniques ainsi que de musique de chambre et plusieurs „essais“ pour orchestre. Dans un premier temps il développe surtout les techniques du sérialisme et des clusters. Vers 1969 il commence à composer sur la base de couches de matières musicales indépendantes, en particulier de modèles traditionnels acquis comme la sonate et la symphonie. Il les fait « exploser de l'intérieur » avec un nouveau matériau sonore et les fait changer de sens. En faisant ainsi, la mise en évidence de fractures émanant entre les couches acquiert autant d'importance que l'extension du matériau-même. La Sonate pour quintette à vent et piano (1969) et la Première Symphonie (1971) en sont d'importants exemples.
À partir de la fin des années 1970 surgit une tendance qui marquera sa dernière phase de création mais qui ne voit son accomplissement qu'à partir des années 1990: une technique de composition autonome, „absolue“, qui se sert de toutes les possibilités de la musique contemporaine. Au lieu de rechercher des contradictions au sens d'un langage polystylistique, il se concentre sur l'interaction et l'intégration des techniques et du matériau musical, par exemple en montrant la continuité entre le bruit et le son ou les tonalités chromatiques et la microtonalité. En tant qu'éléments constituants de corps homogènes, les limites supposées figées du matériau disparaissent alors. Le concept de matériau n'a plus raison d'être et les phénomènes sonores ainsi décrits sont soumis à une interprétation nouvelle. Des exemples ici sont le Trio (4 Stücke) pour alto, violoncelle et contrebasse (1986), le Quatuor à cordes n°2 (1997), le Quatuor pour hautbois, violon, alto et violoncelle (2000) et Quasi una sinfonia (2008).

## Distinctions (sélection)
- 1973: Prix Hanns Eisler
- 1977: Prix d'Art de la RDA
- 1978: Membre de l'Akademie der Künste Berlin (Est)
- 1986: Prix National de la RDA pour l'art et la littérature
- 1990: Membre de l'Akademie der Künste Berlin (Ouest)
- 1995: Membre de la Sächsische Akademie der Künste